# Linköping
Linköping (AFI: /ˈlɪnɕøːpɪŋ/) è una città della Svezia meridionale, con 104 232 abitanti (2010). È capoluogo della omonima municipalità, che ha una popolazione di 136 000 abitanti.
Linköping è il centro di un'antica regione culturale (Östergötland) e ha celebrato il 700º anniversario nel 1987. Oggi la città è conosciuta soprattutto per la sua università e le sue industrie ad alta tecnologia. Celebre è la skyline cittadina, dominata dalla torre della cattedrale, visibile a lunga distanza.
La città è situata a sud del lago di Roxen (che fa parte dello storicamente importante percorso d'acqua in cui rientrano anche il Motala ström e il canale Göta) e si trova precisamente dove la strada principale da Stoccolma verso Helsingborg attraversa il fiume Stångån (e il canale di Kinda). Questa strada faceva parte dell'Eriksgata, il tragitto che il neoeletto re doveva percorrere in base alle leggi medievali svedesi. Nel XX secolo venne prima ribattezzata Riksettan (strada statale n. 1), mentre ora è chiamata E4 ed è stata deviata per passare al di fuori della città, sul lato nord. Contribuisce ulteriormente all'eccellente comunicazione di Linköping la sua posizione sulla linea ferroviaria meridionale principale, che collega la città a Stoccolma, a Malmö e a Copenaghen, la capitale danese. Appena fuori dal centro c'è anche il piccolo aeroporto di Linköping SAAB.

## Monumenti e luoghi d'interesse

### Duomo
La città è dominata dalla torre del duomo, alta ben 107 metri, che spicca altissima sopra le basse costruzioni circostanti. La chiesa è un perfetto esempio di stile gotico, stile che poi ha condizionato un po' tutta la città. In tempi passati si è discusso come le case troppo alte potessero modificare, danneggiandola, la silhouette della città. La discussione più violenta è stata quella riguardante la Drottningstornet (torre della regina), che conta ben diciassette piani.

### Municipio
Il municipio di colore giallo fu originariamente costruito per ospitare degli ambienti scolastici e si trova vicino al duomo. Nella stessa quadra ci sono anche il castello di Linköping e il vescovato, che è la residenza del vescovo della contea.
Negli anni cinquanta e sessanta la città decise di creare una "vecchia Linköping", dove furono spostate vecchie costruzioni in legno per creare un quartiere in vecchio stile.
La città è sede di diverse costruzioni interessanti, come il Frimurarhotellete il Miljonpalatset. A partire dal 2000 sono state costruite diversi edifici di interesse architettonico: tra queste la Linköpings stifts- och landsbibliotek, Drottningtornet, Mjärdevi Center e Cloetta Center, tutte in stile moderno.
Tra i parchi della città vanno citati il Trädgårdsföreningen, proprio al centro della città, Rydsskogen e il Vallaskogen, quest'ultimo anche riserva naturale.

## Università
Linköping è una delle più grandi città universitarie svedesi. All'Università di Linköping studiano oggi circa 26 500 studenti. Una parte di loro studia nel campus di Norrköping, una città limitrofa. Il Campus US è dedicato all'ambito medico, mentre le altre facoltà sono riunite nel Campus Valla, il principale dell'università.

## Economia

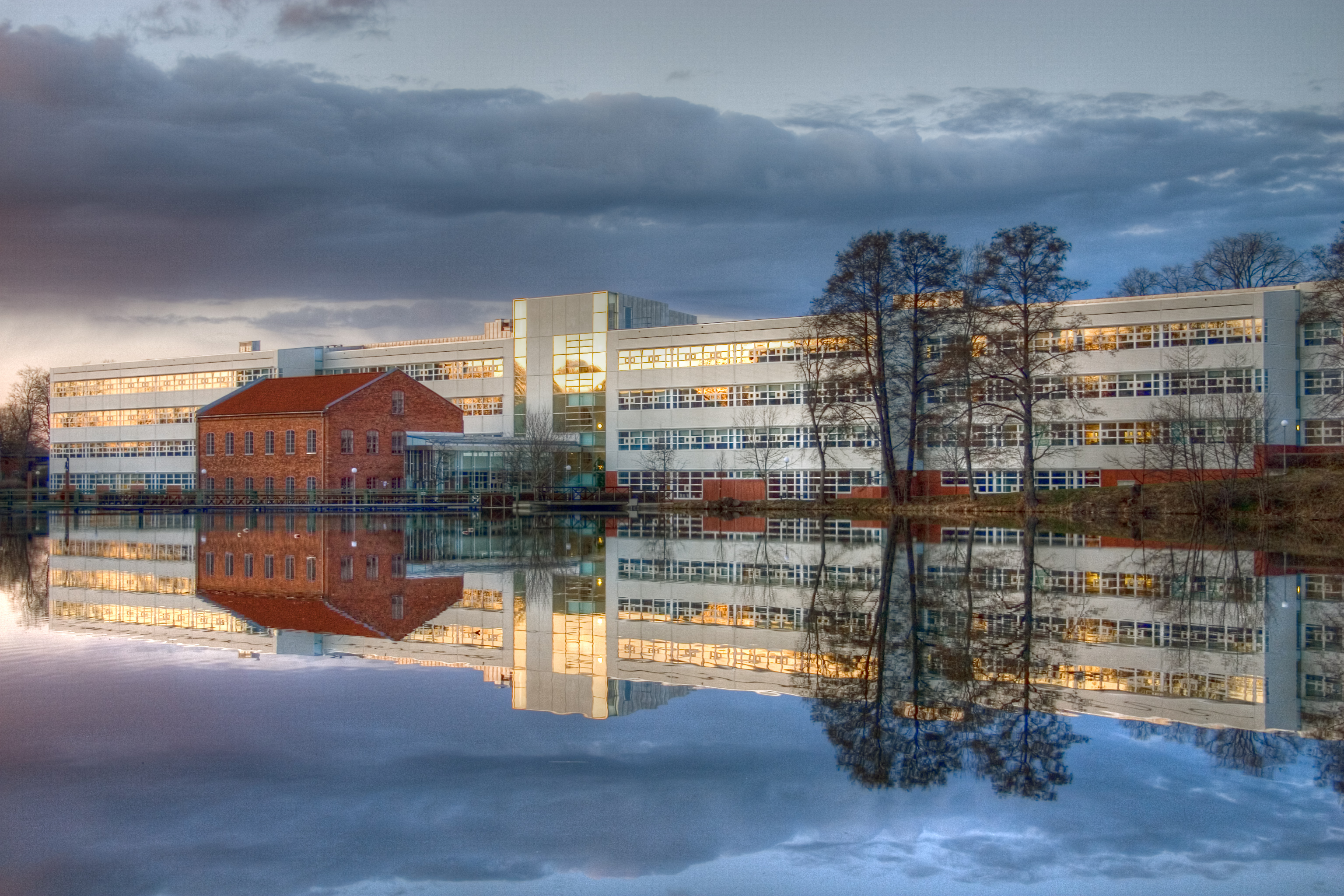
Stångån. Tekniska verken.

Linköping è sede di diverse aziende importanti, la maggior parte delle quali a interesse tecnologico; la più grande è la Saab, che dà lavoro a 4 900 persone (settembre 2003). Il centro di ricerca Ericsson per la telefonia GSM si trova in città e vi lavorano cento persone (settembre 2003). Ci sono tante altre industrie in città, tra le quali Arla e Scan.

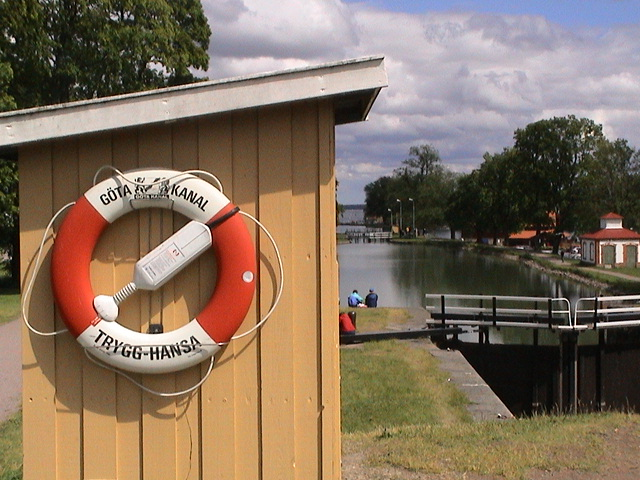
La chiusa del Göta Kanal a Linköping, nella frazione di Berg

## Infrastrutture e trasporti
L'aereo come mezzo di comunicazione è sempre stato importante per Linköping, dove l'industria SAAB ha avuto una forte influenza. La città conta due aeroporti, quello civile molto vicino alla città e quello militare.
Il collegamento ferroviario ad alta velocità tra Stoccolma e Malmö passa anche dalla stazione centrale di Linköping: grazie a questo collegamento è possibile raggiungere in tempi brevi sia la capitale svedese sia quella danese, Copenaghen. Da Linköping è possibile raggiungere tramite il treno anche Kalmar e Västervik.
L'autostrada E4 passa a nord della città e ha tre uscite: ovest, nord ed est.
Il Göta kanal scorre a circa 10 chilometri a nord della città.

## Sport
Le principali squadre della città si distinguono nella pallavolo (Team Valla/LiU) e nell'hockey su ghiaccio (Linköpings HC, o "Cluben" come viene chiamato da qualche fan). Il Linköpings FC, gioca nella massima divisione di calcio femminile svedese e ha vinto la coppa di Svezia nel 2006. Un'altra squadra di calcio della città è Linköpings FF, che milita in divisioni inferiori.

## Amministrazione
Il presidente dell'assemblea municipale è Kristina Edlund (Partito Socialdemocratico), mentre il presidente del comitato esecutivo (talvolta denominato sindaco), dall'autunno del 2022 è Mikael Sanfridson del Partito Socialdemocratico.

### Gemellaggi
- Roskilde
- Joensuu
- Ísafjarðarbær
- Tønsberg
- Linz, dal 1995[1]
- Kaunas
- Canton, dal 1997
- Macao
- Estelí
- Morogoro
- Palo Alto